# Малка водна земеровка
Малката водна земеровка (Neomys anomalus) е вид дребни бозайници от семейство Земеровкови (Soricidae). Разпространена е главно в гористи местности, в планините в Западна Европа и в по-ниски области в Източна Европа, вероятно и в западните части на Мала Азия.
Макар и подобна на цвят, малката водна земеровка е с по-къси косми и е малко по-дребна от голямата водна земеровка (Neomys fodiens). Дължината на главата и тялото е 70-92 mm, а на опашката – 46-59 mm. Косменият кил на опашката е слабо изразен или напълно отсъства.
Малката водна земеровка е активна през цялото денонощие, но с най-голяма интензивност между 4 и 6 часа сутринта и между 16 и 20 часа следобед. Прави си гнездо под земята или на повърхността между камъни, корени, пънове. Храни се главно с насекоми, охлюви, червеи, по-рядко с дребни риби и жаби. Женските раждат по два пъти в годината от 5 до 12 малки.